# 24th Regiment of Light Dragoons (1795–1819)
Das 24th Regiment of (Light) Dragoons war ein Kavallerieregiment der britischen Armee, das von 1795 bis 1819 bestand.

## Geschichte
Während der Koalitionskriege wurde das Regiment am 25. März 1795 in England von Lieutenant-General Winter Blathwayte aufgestellt und hieß zunächst 27th Regiment of (Light) Dragoons. Das Regiment trug dunkelblaue Uniformen mit gelben Knopflöchern und französischgrauen Aufschlägen.
Das Regiment wurde 1795 bei der britischen Intervention bei der Haitianische Revolution in Saint-Domingue und 1796 zur Sicherung der britisch besetzten niederländischen Kapkolonie eingesetzt. Von 1797 bis 1819 war es in Britisch-Indien stationiert. Nachdem das 1794 gegründete 24th Regiment of (Light) Dragoons 1802 aufgelöst worden war, wurde das Regiment zu 24th Regiment of (Light) Dragoons umnummeriert. In Indien kämpfte das Regiment im Zweiten (1803–1805) und Dritten Marathenkrieg (1817–1818). In Anerkennung von Verdiensten im Zweiten Marathenkrieg wurde dem Regiment 1808 ein Elefantenabzeichen mit der Battle Honour Hindoostan verliehen.
1819 kehrte das Regiment nach England zurück und wurde dort am 4. Mai 1819 aufgelöst.

## Regimental Colonels
Colonel of the Regiment waren:
- 1795–1801: Lieutenant-General Winter Blathwayte († 1808)
- 1801–1802: General Guy Carleton, 1. Baron Dorchester (1724–1808)
- 1802–1819: Lieutenant-General William Loftus (1752–1831)